# Kanton Draveil
Kanton Draveil is een kanton van het Franse departement Essonne. Kanton Draveil maakt deel uit van het arrondissement Évry. het heeft een oppervlakte van 40,89 km² en telt 52.812 inwoners in 2018.

## Gemeenten
Het kanton Draveil omvatte tot 2014 enkel de gemeente Draveil.
Door de herindeling van de kantons bij decreet van 24 februari 2014, met uitwerking op 22 maart 2015 omvat het sindsdien volgende gemeenten:
- Draveil
- Étiolles
- Montgeron ( westelijk en zuidelijk deel )
- Saint-Germain-lès-Corbeil
- Soisy-sur-Seine